# Повелитель мух (фильм, 1990)
«Повелитель мух» (англ. Lord Of The Flies) — экранизация одноимённого романа британского писателя, лауреата Нобелевской премии Уильяма Голдинга. Фильм был снят в 1988 году, но выпущен лишь спустя два года. Вторая адаптация произведения после фильма 1963 года.

## Сюжет
Группа кадетов военной школы чудом спасается после авиакатастрофы. Вместе с не приходящим в сознание пилотом они оказываются одни на пустынном острове. Помощи ждать неоткуда и приходится осваиваться в необычных условиях, вести себя по-взрослому. Изначально устанавливаются общие правила: говорит тот, в чьих руках морская раковина; устанавливается дежурство по поддержанию сигнального огня.
На острове обнаруживается дикая свинья, за которой начинается охота. Во время очередной вылазки над островом пролетает вертолёт. В порыве охотничьей страсти о костре забывают. С выяснения, кто виноват и что делать, в лагере начинается раскол. Часть ребят под началом Ральфа продолжают гнуть взрослую линию, вторая часть, «охотники», возглавляемые Джеком, игнорируют правила и уходят жить отдельно.
Разыгравшееся детское воображение рисует на острове опасности. Ощущение незащищенности заставляет ребят из «взрослого лагеря» перейти к «охотникам». Саймону не дает покоя загадка пещерного «чудовища», которого все боятся. Он устраивает собственное расследование, и обнаруживает в пещере скончавшегося пилота. Саймон торопится сообщить эту весть остальным ребятам, занятым ритуальными танцами в честь убитой дикой свиньи. В темноте приняв Саймона за «чудовище», «охотники» совершают убийство. Следующей жертвой, уже вполне осознанно, становится полный парень Хрюша. Ральф остается один, и тогда начинают травить его.
Развязка наступает в самый кульминационный момент, когда «охотники» практически настигают Ральфа — на остров высаживается военный десант.

## Производство
Съёмки начались 22 августа 1988 года и закончились в сентябре.
За несколько недель до начала съёмок Бальтазар Гетти у себя дома в Тарзане упал с дерева и сломал оба запястья. Несмотря на столь серьёзную травму, режиссёр настоял на его кандидатуре и даже решил включить это в сценарий фильма, значительную часть которого его персонаж провёл с рукой на перевязи, в то время пока у актёра заживал перелом.
Фильм был снят на Гавайских островах и на Ямайке.

## В ролях
- Бальтазар Гетти — Ральф
- Крис Фур — Джек Меридью
- Даниел Пиполи — Хрюша
- Джеймс Бэдж Дейл — Саймон
- Эндрю Тафт — близнец Сэм
- Эдвард Тафт — близнец Эрик
- Гари Рул — Роджер
- Терри Уэллс — Анди
- Брэйден МакДоналд — Лари
- Энгус Берджин — Грег
- Мартин Зентц — Шератон
- Брайан Джейкобс — Питер
- Винсент Эмэбайл — Питерсон